# 萬斯·麥卡利斯特
萬斯·麥卡利斯特（Vance McAllister；1974年1月7日—）是美國的一位政治人物。他在2013年至2015年擔任路易斯安那州第5選出的美國眾議院議員。他的黨籍是共和黨。在踏入政壇之前，麥克利斯特是一位商人。